# 圣地亚哥堡 (菲律宾)
圣地亚哥堡（英語：Fort Santiago），亦稱圣地亚哥古堡或聖地牙哥古堡，位于菲律宾马尼拉馬尼拉大都會區的盧娜將軍街。最初於1571年由本地人建成，曾是木头围成的城寨，作为防禦工事。16世紀西班牙人侵佔菲律賓後，將其改造成石城，作為基地使用。後來它又成了囚禁和處決重要政治犯之地。二戰時，又被日軍佔領，從而遭到美軍炮轟。如今成為菲律賓的一道歷史最為悠久的古跡景點。
圣地亚哥古堡是取名自耶穌十二門徒之一，西庇太的兒子雅各（Santiago）。雅各也是西班牙的主保聖人。

## 歷史

### 蘇祿國防禦工事

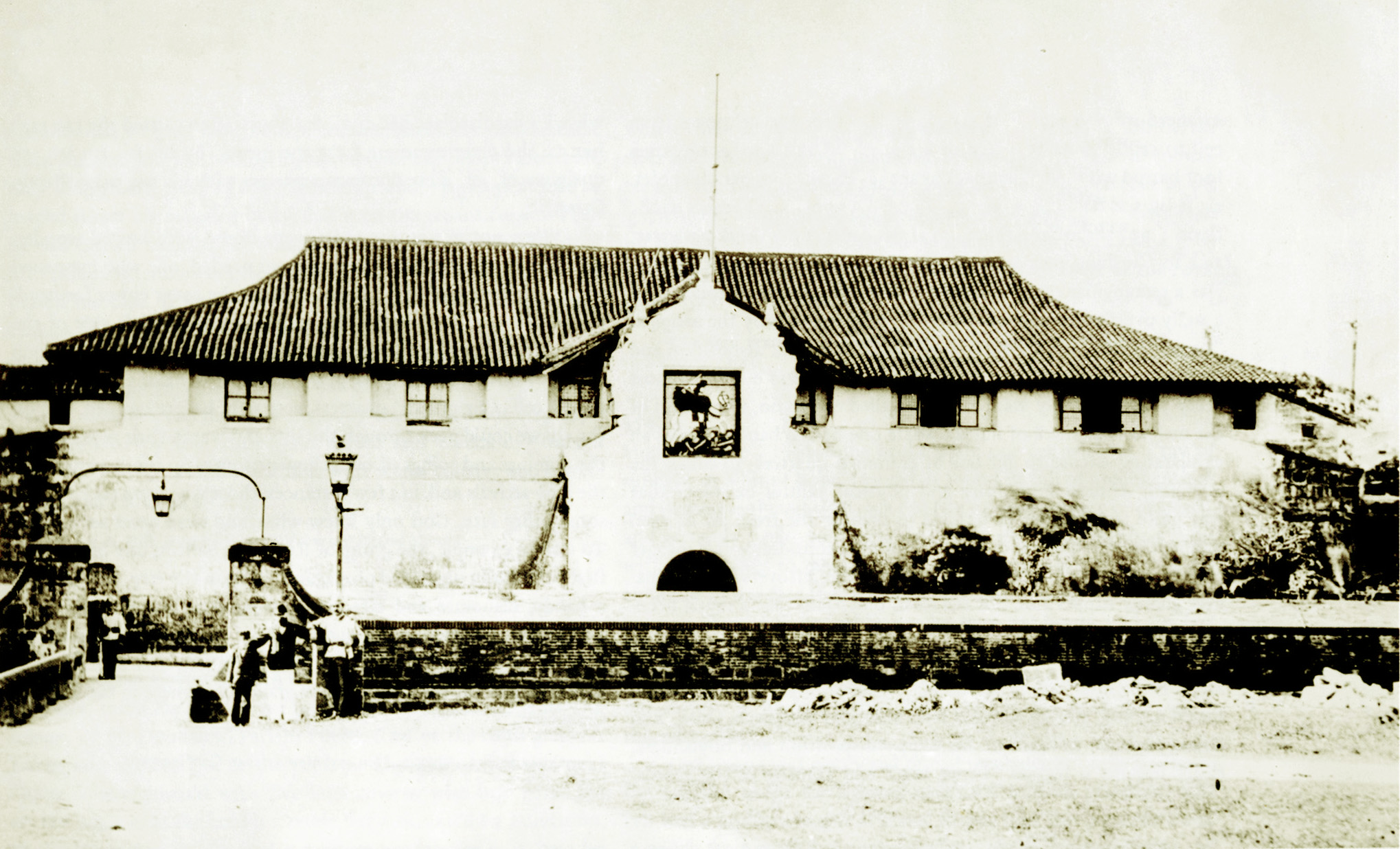
圣地亚哥古堡本貌

在西班牙入侵之前，呂宋島處在苏禄王朝的統治下，馬尼拉也不存在。1571年，當地人用木製柵欄圍成城寨，作為防禦工事和皇城使用，用以低於敵人和海寇。1574年，來自潮州的林鳳海盜團夥攻打此地，城寨遭到毀壞。

### 西班牙殖民統治

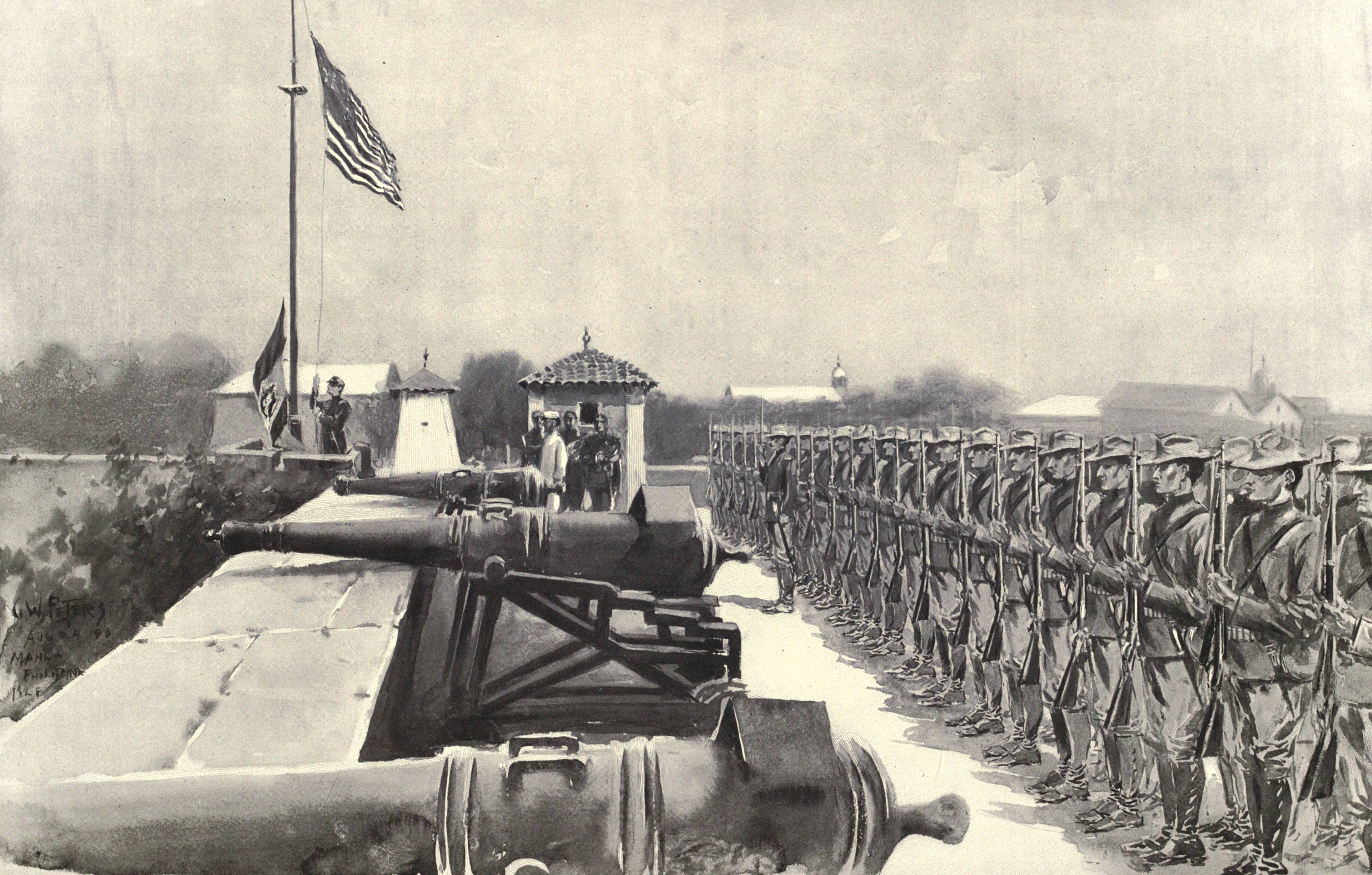
美軍在圣地亚哥古堡前豎起美國國旗

於1571年，西班牙人侵佔呂宋島，建馬尼拉城。
於1589年（一說1590年），西班牙總督率西班牙人用火山石和鴨蛋蛋清將此城寨改造成牢固的石堡，作為西班牙殖民軍的基地使用。直到1592年（一說1593年）才竣工。（pp. 32–44）
於1645年，石堡曾一度毀於地震。在1658年至1663年期間，石堡被重建以及擴建。
在1762年至1764年期間，石堡曾作为英国占领军的基地使用。
於1778年，石堡被整修。自此，城墙达到10米厚，墙上设有塔楼和炮台架，墙外又有护城河帕西格河（Pasig River）。此後一段时间，石堡成为西班牙殖民政府的监狱，用以关押和处决重要政治犯。1896年，「菲律宾国父」黎刹就被关押在此，12月30日遭到處決。

### 美國殖民統治與二戰
1898年6月，菲律賓脫離西班牙獨立，但隨即陷入美西戰爭，戰勝國美國成為新的殖民統治者。石堡被美軍佔有。於1935年，菲律賓才得以建立自治邦，但仍未完全脫離美國統治。
直到二戰爆發後的1942年，日軍佔領了石堡，將其作為軍隊基地和關押數百名囚犯的集中營使用，並且利用古堡裡的水牢，不費子彈便能處決囚徒，不少菲律賓抗日愛國人士（參見馬尼拉大屠殺）就死在這裏。於1945年，在馬尼拉戰役中，美軍轟炸石堡，使其遭到嚴重破壞，但美軍也在攻打5天後成功奪回石堡。據說美軍打開古堡裏的水牢時，裏邊有六百余具屍體。
1946年，菲律賓完全獨立。1950年，石堡再次回到菲律賓的手中。

## 現況

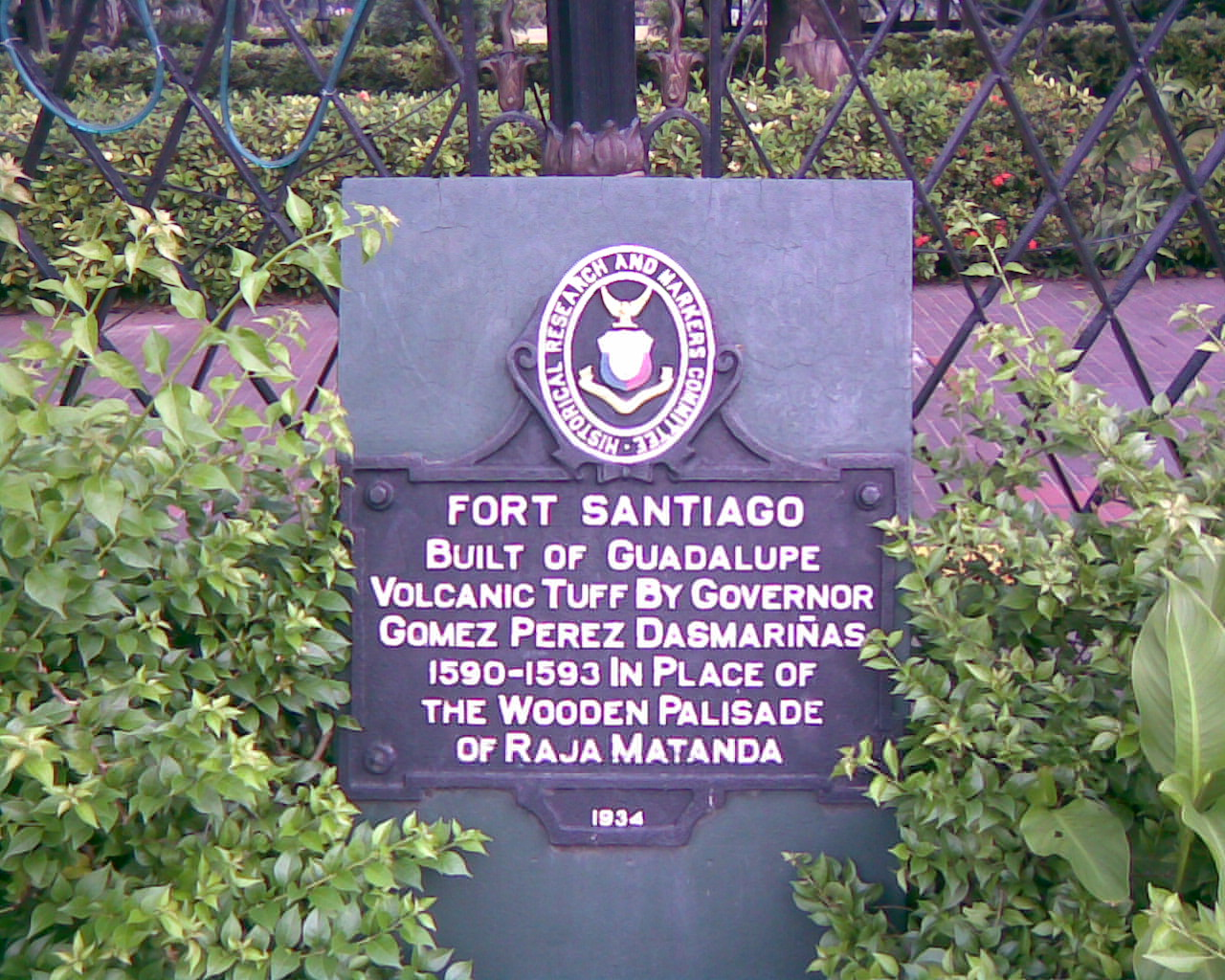
圣地亚哥古堡紀念碑

今日的聖地亞哥古堡已成為公園和旅遊景點，墙外已建起宽阔的高尔夫球场，原來的兵營與教堂已經改造成表演廳，園區內增設了雕塑、紀念品商店和咖啡店等。當初關押菲律賓英雄黎刹和眾多愛國人士的牢房，現已改造成黎刹紀念館，擺設一些黎刹用過的物品及在牢內創作的文學作品。

### 馬尼拉人質事件
於2010年8月23日，被革除的前菲律賓國家警察羅蘭多·門多薩於圣地亚哥古堡前強行登上康泰旅行社香港旅行團的旅遊巴士，並挾持了其車上共23名人質，作為要求菲律賓政府恢復他的職務的籌碼。門多薩起初釋放了9名人質，且司機亦成功逃脫。約10小時後，匪徒與特種武器和戰術部隊爆發槍戰。最終，狙擊手在1小時後擊斃綁匪。最終8名人質死亡，而匪徒亦身中多槍死亡。

## 圖片

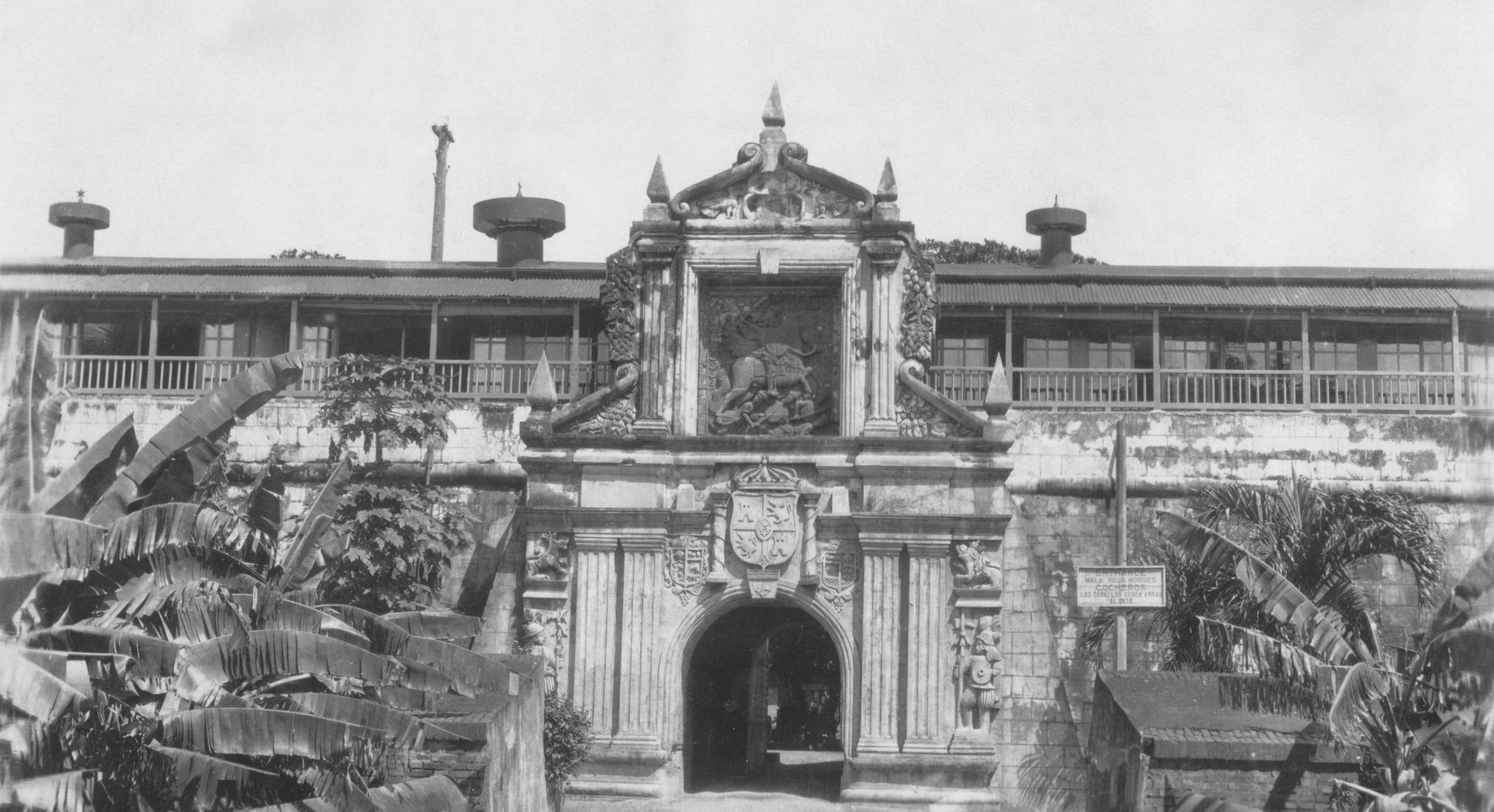
1940年的聖地亞哥堡
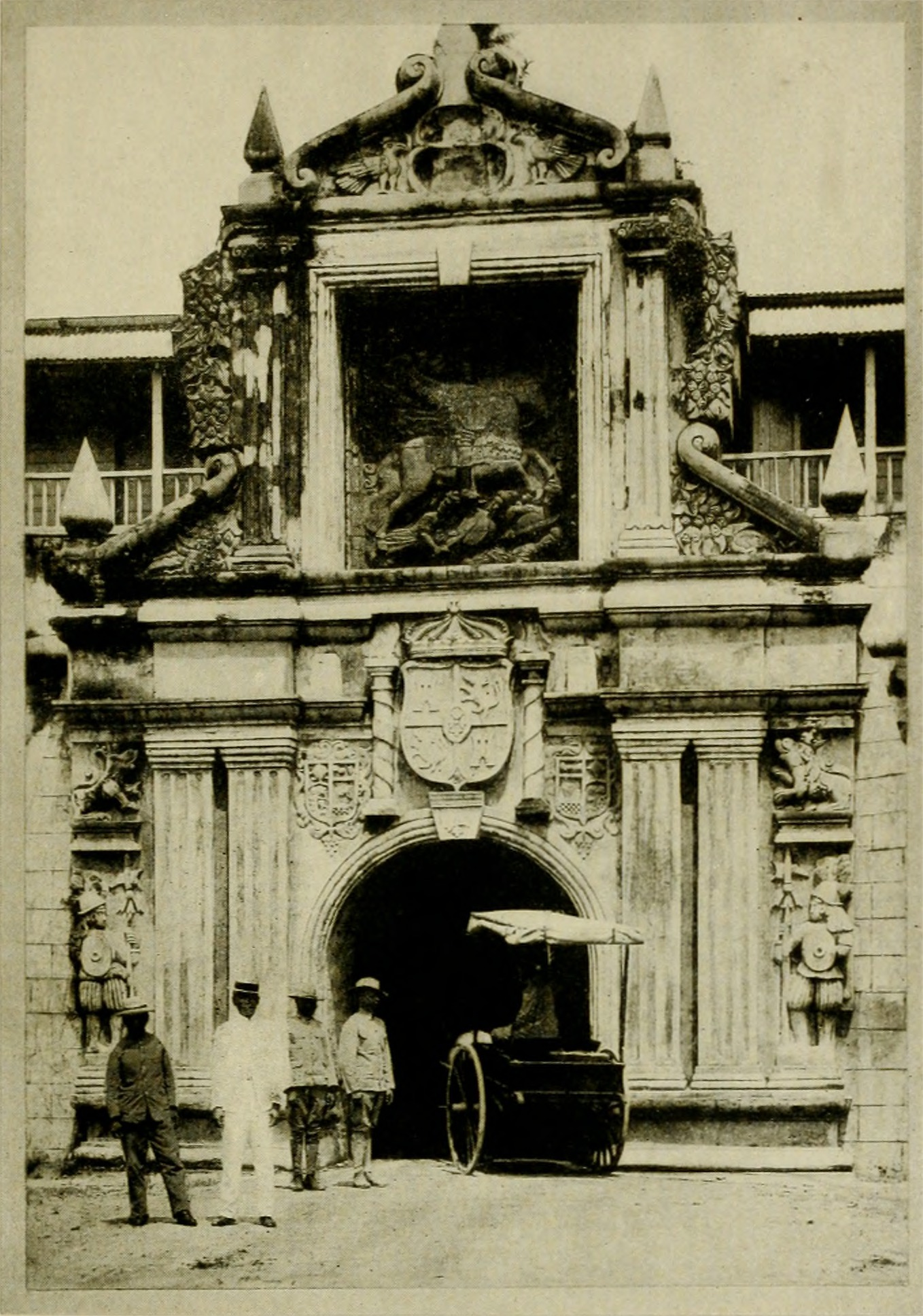
1913年的聖地亞哥堡
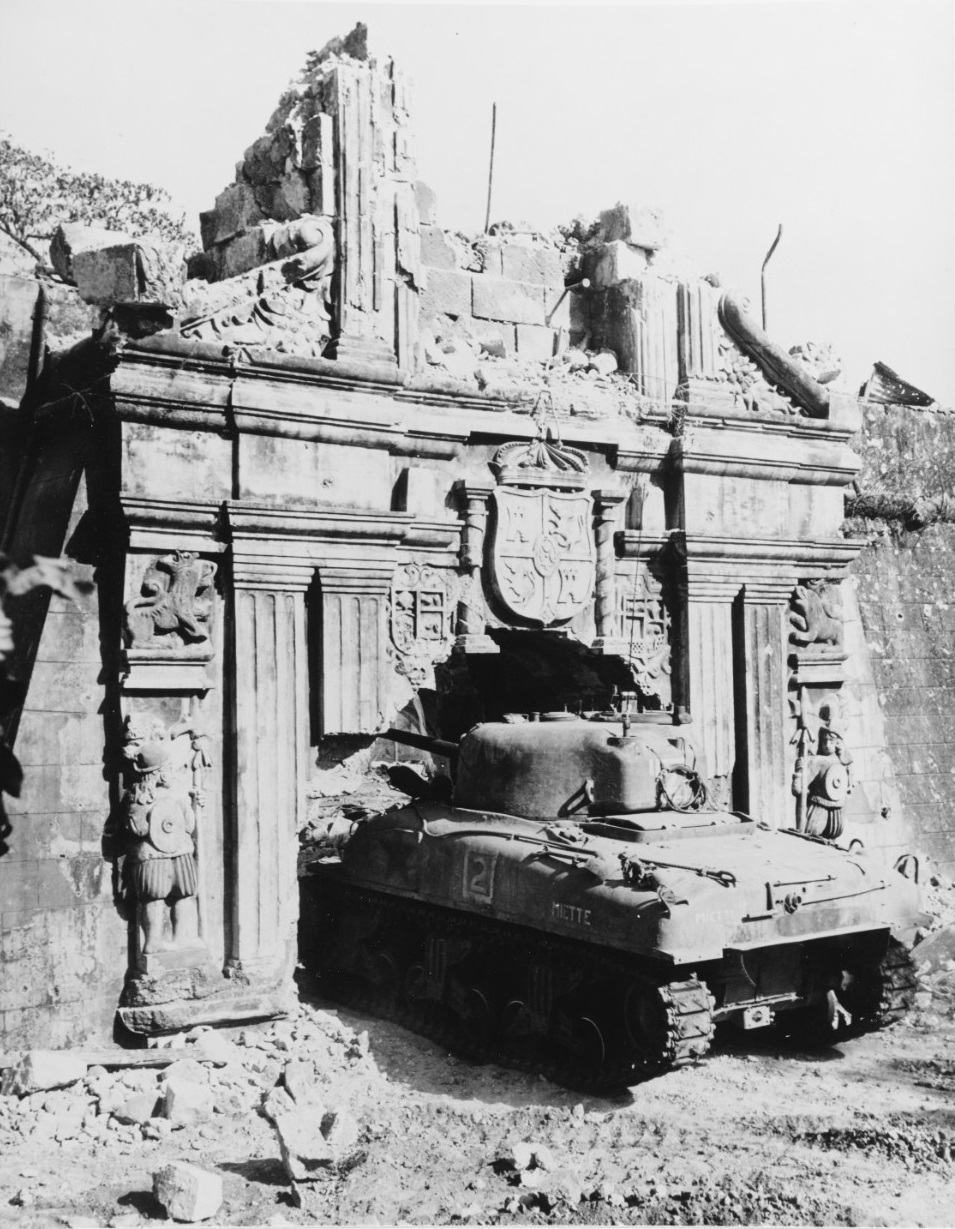
1945年馬尼拉戰役期間，一輛M4谢尔曼坦克進入聖地亞哥堡
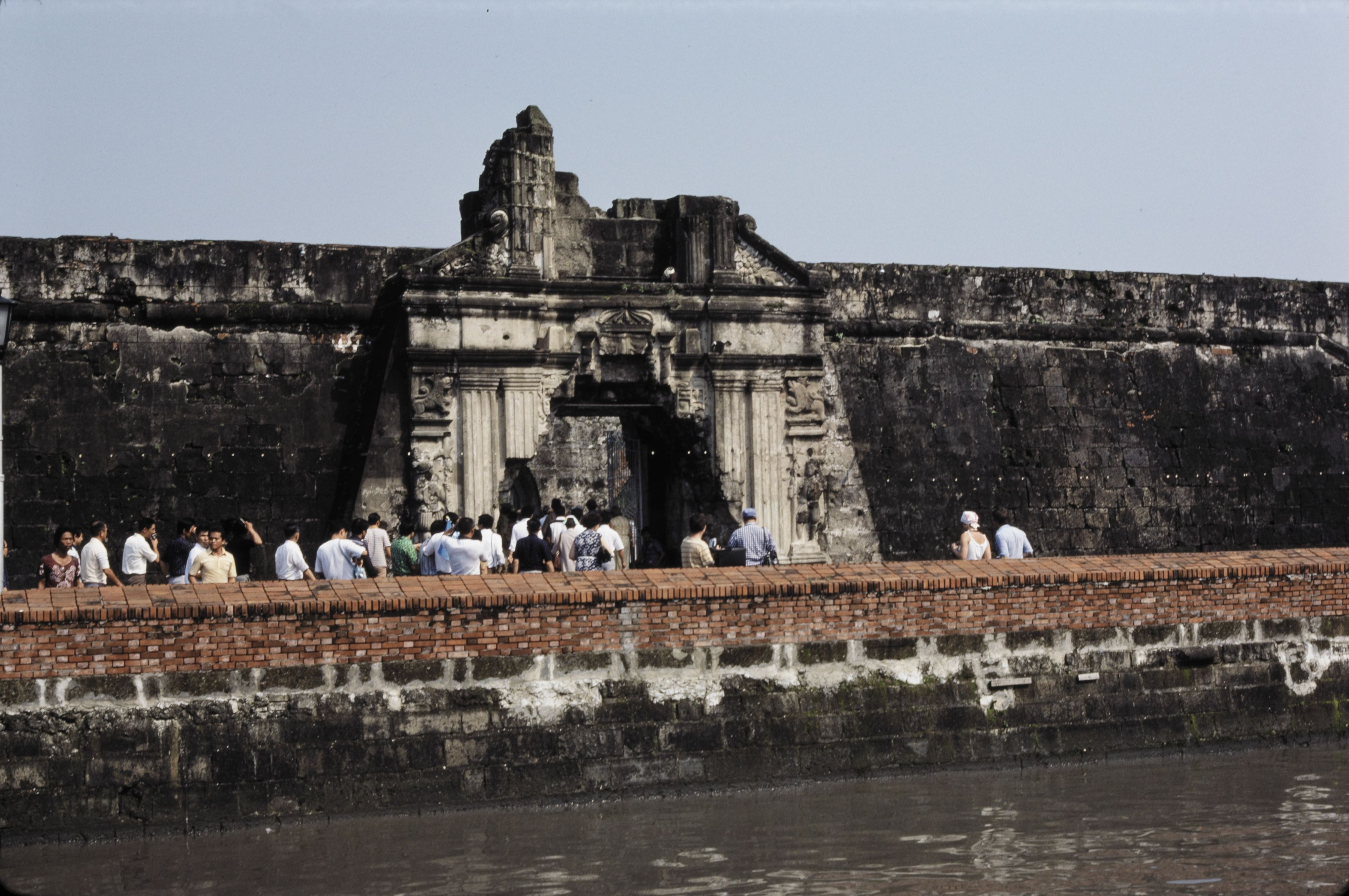
修復前的聖地亞哥堡門
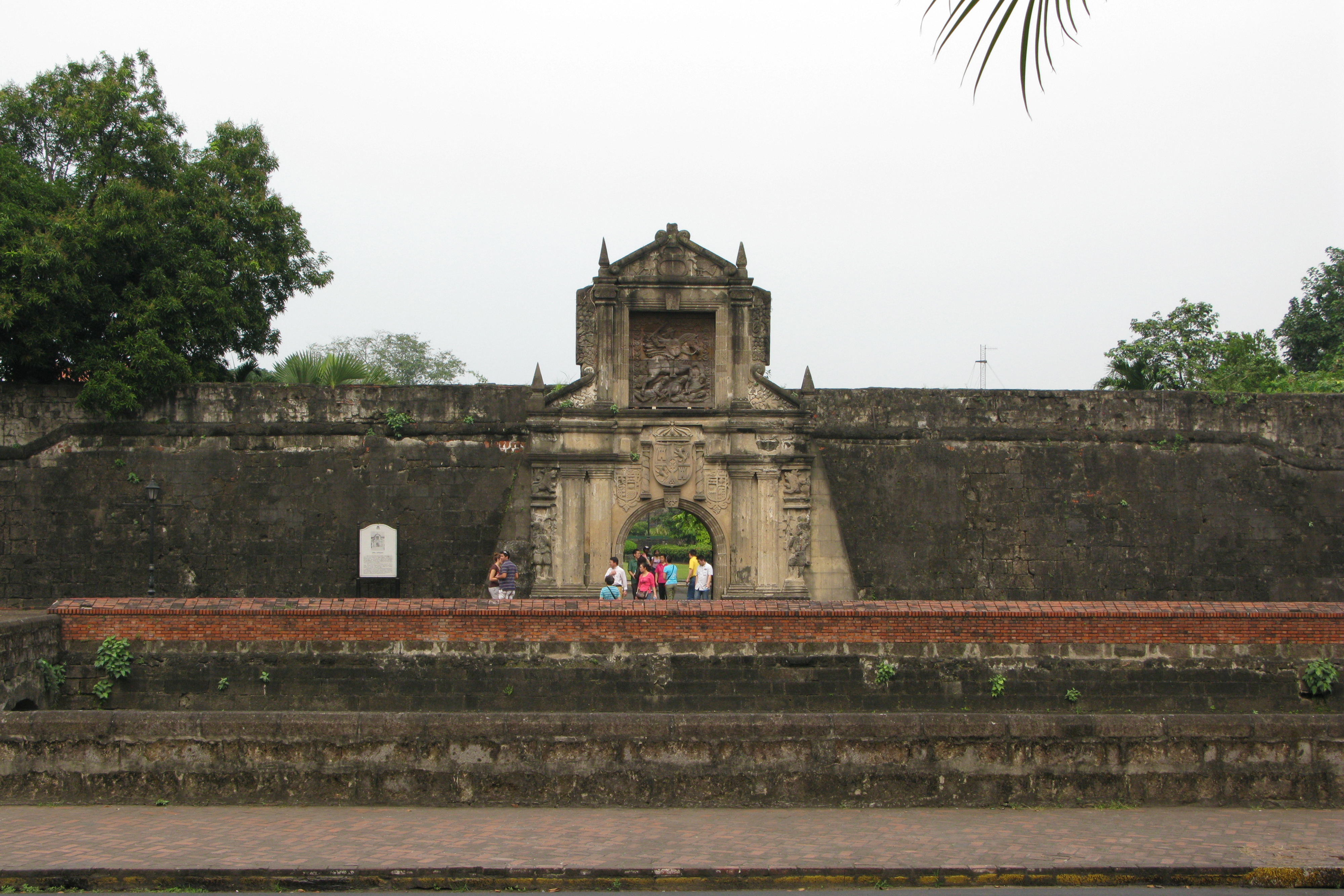
修復後的聖地亞哥堡門